# Brigadier Hector Eduardo Ruiz Airport
Brigadier Hector Eduardo Ruiz Airport är en flygplats i Argentina.   Den ligger i provinsen Buenos Aires, i den centrala delen av landet, 400 km sydväst om huvudstaden Buenos Aires. Brigadier Hector Eduardo Ruiz Airport ligger 232 meter över havet.
Terrängen runt Brigadier Hector Eduardo Ruiz Airport är mycket platt. Närmaste större samhälle är Coronel Suárez, 4,0 km väster om Brigadier Hector Eduardo Ruiz Airport.
Trakten runt Brigadier Hector Eduardo Ruiz Airport består till största delen av jordbruksmark. Runt Brigadier Hector Eduardo Ruiz Airport är det mycket glesbefolkat, med 6 invånare per kvadratkilometer.